# Никол Николау
Никол Николау (на гръцки: Νικόλ Νικολάου) е кипърска певица, която представя страната си на детския песенен конкурс „Евровизия 2017“ и заема последното място.

## Биография
Николау е родена в Лимасол през 2004 г. Говори свободно гръцки, английски, руски и започва да учи френски.
Печели 6-то годишно шоу на талантите, организирано от Художественото училище на театъра в Лимасол през 2016 г. Посещавала е уроци по вокал с Алики Хрисоху през последните 4 години и свири на пиано през последните 2 години.
Има художествена склонност и много рисунки на платно, които започва да рисува от четиригодишна възраст.
Песента „I Wanna Be a Star“ е написана от Константинос Христофору и е за млади хора, насърчавайки ги да повярват в себе си, за да могат един ден да достигнат върха и да бъдат звезда със семейната подкрепа и много любов. „За мен е такава чест да представя Кипър на Детска Евровизия 2017, където деца от толкова много страни се събират, за да споделят обща мечта, да пеят и да изпълняват. Моето вдъхновение е моето семейство, моите приятели, ежедневието и дейностите ми“.